# Jackie Wilson
Jackie Wilson (Detroit, 1934. június 9. – Mount Holly, 1984. január 21.) − Jack Leroy Wilson Jr., amerikai énekes, előadóművész. A pop, az R&B és a rock and roll történetének egyik legdinamikusabb előadója volt. Több mint 50 slágerlistás kislemeze volt a R&B, popzene, soul, doo-wop műfajokban.
Bekerült a Rock and Roll Hírességek Csarnokába 1987-ben. A National Rhythm & Blues Hall of Fame-ben is benne van. 1999-ben két felvétele bekerült a Grammy Hírességek Csarnokába. 2003-ban a Rhythm and Blues Alapítvány Legacy Tribute Award díjával tüntették ki. 2004-ben a Rolling Stone magazin Wilsont a 69. helyre sorolta minden idők legjobbjai 100-as listáján, és a 26. helyre a legjobb énekesek között.

## Pályafutása
Először bokszoló akart lenni (voltak is kezdeti amatőr sikerei), de édesanyja meggyőzte arról, hogy énekesként többre viszi. A Ready Gospel Singersnél kezdett énekelni, majd csatlakozott a Thrillershez, ahol megismerkedett Hank Ballarddal. 1951-ben elment egy tehetségkutatóra, és azon Johnny Otis felfigyelt rá. Ennek eredményeként két dalát rögzítették a Dee Gee Records kiadónál.
1956-ban szerződést írt alá a Brunswick Records-szal. A következő években több slágere is született, a legismertebbek Reet Petite és a To Be Loved.
Alan Freeddel egy karácsonyi rock 'n' roll koncertjén játszott. Elénekelte a You Better Know It című dalt a Freed Go Johnny Go című filmjében. Élő koncertjei James Brownra emlékeztettek: játszott a hangjával, halkan és halkan énekelt, majd ismét magas hangon sikoltozott.
A hatvanas évek közepén kezdett lankadni karrierje, aztán rövid időre újjáéledt, amikor Karl Davisszel, egy jól ismert chicagói producerrel dolgozott. Ekkor két slágere született, a Whispers és a Higher and Higher. Utóbbi 1999-ben bekerült a Grammy Hírességek Csarnokába.
1961. február 15-én Wilsont súlyosan megsebesítette egy golyó egy New York-i szállodában, Juanita Jones féltékenységi drámájában. Hat hétig kellett a kórházban maradnia. A golyó a testben maradt.
1975. szeptember 29-én egy fellépésen szívrohamot kapott és haláláig kómában volt. 1987-ben Wilson bekerült a Rock and Roll Hírességek Csarnokába.

## Albumok
- 1958: He's So Fine
- 1959: Lonely Teardrops
- 1959: So Much
- 1960: Jackie Sings the Blues
- 1960: A Woman, a Lover, a Friend
- 1961:You Ain't Heard Nothin' Yet
- 1961: By Special Request
- 1962: Body and Soul
- 1962: Jackie Wilson at the Copa
- 1963: Jackie Wilson Sings the World's Greatest Melodies
- 1963: Baby Workout
- 1963: Shake a Hand (& Linda Hopkins)
- 1964: Somethin' Else!!!
- 1965: Soul Time
- 1965: Spotlight on Jackie Wilson!
- 1966: Whispers
- 1967: Higher and Higher
- 1968: Manufacturers of Soul (& Count Basie)
- 1968: I Get the Sweetest Feeling
- 1969: Do Your Thing
- 1970: This Love is Real
- 1971: You Got Me Walkin
- 1972: It's All A Part Of love
- 1973: Beautiful Day
- 1974: Nowstalgia
- 1976: Nobody But You

## Díjak
- 1987: Rock and Roll Hall of Fame
- 2003: the Rhythm and Blues Foundation Legacy Tribute Award
- 2005: Michigan Rock and Roll Legends Hall of Fame
- 2013: R&B Music Hall of Fame
- 2019: Hollywood Walk of Fame

## Filmek
- Jackie Wilson az IMDb-n